# Thaumantia celebensis
Thaumantia celebensis är en insektsart som beskrevs av Melichar 1914. Thaumantia celebensis ingår i släktet Thaumantia och familjen Tropiduchidae. Inga underarter finns listade i Catalogue of Life.